# Wilhelm Boger
Wilhelm Friedrich Boger  (Zuffenhausen, 19 de diciembre de 1906 – Bietigheim-Bissingen, 3 de abril de 1977) fue un suboficial de la SS y criminal de guerra nazi, participante activo en el Holocausto judío durante la Segunda Guerra Mundial.

## Juventud
Miembro del Partido Nazi, con el número  153.652, y de las SS, donde se afilió el 19 de julio de 1930, con el número 2.779, ascendido a SS Untersturmführer (Subteniente), el  20 de abril de 1934; a SS Obersturmführer (Teniente), el  9 de noviembre de 1934 y a SS Hauptsturmführer (Capitán), el 12 de septiembre de 1937, pero por razones de conducta es degradado a suboficial en 1937.
Boger se había unido a la policía política en 1933, como auxiliar. En 1937, es ascendido a kriminalkommissar de la Gestapo.  El año 1939, es asignado a la Oficina de la Gestapo en Ciechanow, Polonia.  En 1942, es incorporado a la Oficina Política del Campo de concentración de Auschwitz donde alcanzó el grado de SS Hauptscharführer.

## En el Holocausto
Boger de inmediato fue adscrito al Departamento Político, unidad que era conocida como la "Gestapo del Campo de concentración", entre sus funciones se encontraba la de interrogar a los sospechosos de pertenecer a la resistencia antinazi. En estas funciones, Boger diseñó una máquina de tortura que fue llamada el Columpio Boger (BogerSchaukel), la cual según su creador, era "una máquina para hacer hablar".  Consistía en una barra de metal de donde era colgado el detenido justo sobre sus genitales y amarrado por las rodillas. Al perder el equilibrio se invertía el peso del cuerpo y quedaba con la cabeza hacia abajo. Bajo el mando del Comandante SS Arthur Liebehenschel, este instrumento fue teóricamente prohibido. Sin embargo, según los testimonios recogidos en los procesos de Auschwitz, Boger siguió realizando actos de extrema crueldad. 
Según el testimonio de Dunia Wasserstrom, sobreviviente y traductora del Departamento Político de Auschwitz, Boger durante una de las selecciones, 
"tomó a un niño de 4 o 5 años de edad que había descendido de un camión y tenía una manzana en la mano, le quitó la manzana, agarró los pies del niño y lo estrelló con suma fuerza contra una pared de las barracas matando al niño de inmediato, luego se fue comiéndose la manzana, el camión con el resto de los niños fue llevado a la Cámara de gas".
Ante la inminencia de la llegada del Ejército soviético, el 17 de enero de 1945, toda la administración de Auschwitz escapó hacia el Campo de concentración de Mittelbau-Dora en Alemania, entre ellos Boger.

## Prosecución judicial
En 1945, es arrestado por las tropas norteamericanas y enviado en calidad de extradición a Polonia. Durante el proceso de extradición escapa de las autoridades y se evade hacia Alemania. En 1958, es nuevamente arrestado, esta vez por las autoridades de la República Federal de Alemania y llevado al Juicio de Auschwitz en Fráncfort, el 20 de diciembre de 1963, bajo acusaciones de tortura y asesinato.  Convicto por 144 asesinatos, la comisión de 10 asesinatos junto a otros perpetradores y complicidad en el homicidio de más de 1000 personas como parte de sus labores como miembro del personal de Auschwitz.  
El 19 de agosto de 1965, es sentenciado a cadena perpetua, con una pena adicional de 15 años. Enviado a la prisión de Bietingheim-Bissingen, donde murió el 3 de abril de 1977, mientras permanecía en cautiverio.